# USS Massachusetts (BB-59)
USS Massachusetts (BB-59), tên lóng mà thủy thủ đoàn thường gọi "Big Mamie" trong Thế Chiến II, là một thiết giáp hạm thuộc lớp South Dakota. Nó là chiếc tàu chiến thứ bảy của Hải quân Hoa Kỳ được đặt cái tên này nhằm tôn vinh tiểu bang thứ sáu của Hoa Kỳ. 
Chiếc tàu chiến, vốn được đưa ra hoạt động trong suốt Chiến tranh Thế giới thứ hai, được tin là chiếc tàu chiến Mỹ đã bắn những phát đạn pháo 406 mm đầu tiên cũng như phát cuối cùng của cuộc chiến này.
BB-59 hiện nay là một tàu bảo tàng tại Battleship Cove ở Fall River thuộc Massachusetts.

## Thiết kế và chế tạo
Lườn của Massachusetts được đặt lườn vào ngày 20 tháng 7 năm 1939 tại xưởng tàu Fore River ở Quincy, Massachusetts. Nó được hạ thủy vào ngày 23 tháng 9 năm 1941, được đỡ đầu bởi Bà Charles Francis Adams, phu nhân Bộ trưởng Hải quân, và được đưa vào hoạt động ngày 12 tháng 5 năm 1942 tại Boston, Massachusetts dưới quyền chỉ huy của Thuyền trưởng, Đại tá Hải quân Francis E.M. Whiting.

## Lịch sử hoạt động

### Các chiến dịch Đại Tây Dương
Sau chuyến đi chạy thử máy, Massachusetts rời vịnh Casco tại Portland, Maine vào ngày 24 tháng 10 năm 1942, và gặp gỡ Lực lượng Đặc nhiệm Hải quân Tây bốn ngày sau đó nhằm chuẩn bị cho cuộc tấn công lên Bắc Phi, phục vụ như là soái hạm của Đô đốc H. Kent Hewitt. Trong khi di chuyển ngoài khơi Casablanca ngày 8 tháng 11 để hỗ trợ cho Chiến dịch Torch, nó chịu đựng hỏa lực pháo 381 mm (15 inch) bắn ra từ chiếc thiết giáp hạm Pháp mới Jean Bart. Nó bắn trả vào lúc 07 giờ 40 phút, bắn đi những quả đạn hải pháo 406 mm (16 inch) đầu tiên của Mỹ tại chiến trường châu Âu. Trong vòng vài phút, dàn pháo chính của chiếc Jean Bart im tiếng. Sau đó, với sự trợ giúp của chiếc tàu tuần dương hạng nặng Tuscaloosa, Massachusetts chuyển mục tiêu sang các tàu khu trục Pháp lúc này cùng tham gia cuộc tấn công, đánh chìm Fougueux và Boulonnais cùng chiếc tàu tuần dương hạng nhẹ Primauguet. Bản thân chiếc thiết giáp hạm bị bắn trúng hai phát đạn pháo 240 mm từ các khẩu đội pháo trên bờ, nhưng chỉ bị thiệt hại nhẹ. Nó cũng nả pháo vào các mục tiêu trên bờ bao gồm các khẩu đội pháo và một kho đạn. Sau khi dàn xếp được việc ngừng bắn đối với lực lượng Pháp, Massachusetts quay trở về Hoa Kỳ vào ngày 12 tháng 11 và chuẩn bị để được bố trí sang chiến trường Thái Bình Dương.

### Các chiến dịch Thái Bình Dương
Massachusetts đi đến Noumea, Nouvelle-Calédonie, vào ngày 4 tháng 3 năm 1943. Trong những tháng tiếp theo sau, nó hoạt động tại mặt trận Nam Thái Bình Dương, bảo vệ các đoàn tàu vận tải và hỗ trợ cho các chiến dịch tại quần đảo Solomon. Từ ngày 19 đến ngày 21 tháng 11, nó di chuyển cùng một đội đặc nhiệm tàu sân bay tấn công Makin, Tarawa và Abemama thuộc quần đảo Gilbert. Sang ngày 8 tháng 12, nó bắn phá các vị trí quân Nhật trên Nauru; và vào ngày 29 tháng 1 năm 1944 nó hộ tống các tàu sân bay trong việc tấn công Tarawa thuộc quần đảo Gilbert.

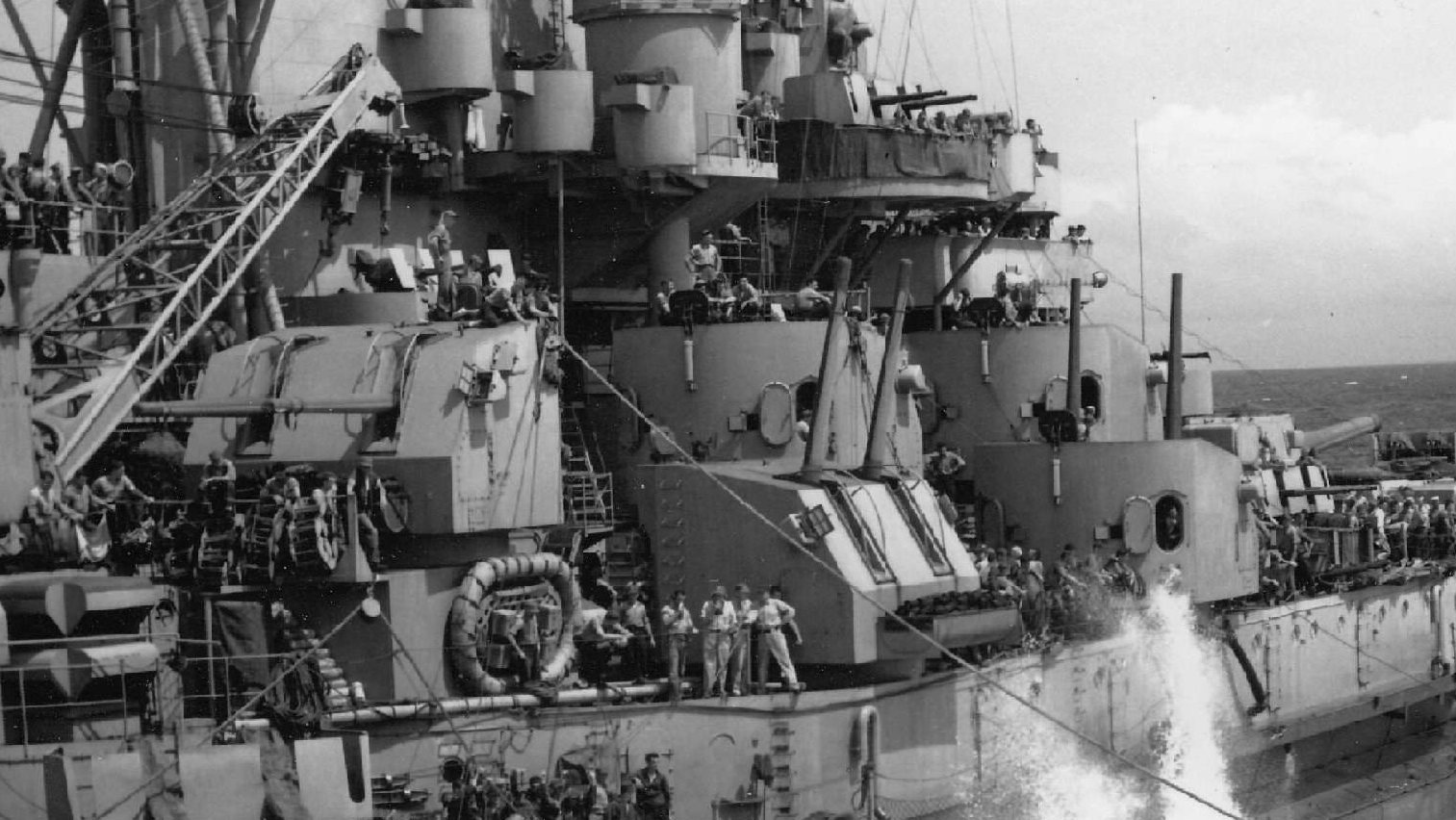
Các khẩu pháo 127 mm (5 inch) bên trên chiếc Massachusetts

Hải quân Mỹ giờ đây tiến quân đều đặn vượt ngang qua Thái Bình Dương. Ngày 30 tháng 1, Massachusetts dội pháo xuống Kwajalein, và nó đã hỗ trợ cho cuộc đổ bộ lên đây vào ngày 1 tháng 2. Cùng một đội đặc nhiệm tàu sân bay, chiếc thiết giáp hạm đã tấn công các vị trí cố thủ của quân Nhật tại Truk vào ngày 17 tháng 2. Đòn đột kích này không những đã gây thiệt hại nặng cho lực lượng không quân và hải quân Nhật, mà còn giáng một đòn mạnh và tinh thần chiến đấu của đối phương. Trong các ngày 21 và 22 tháng 2, Massachusetts giúp chống trả một đợt tấn công mạnh mẽ của đối phương nhằm vào đội đặc nhiệm khi họ đang thực hiện không kích xuống Saipan, Tinian và Guam. Chiếc thiết giáp hạm tham gia tấn công quần đảo Caroline vào cuối tháng 3 rồi tham dự vào cuộc tấn công Hollandia (ngày nay là Jayapura) vào ngày 22 tháng 4, nơi tiến hành việc đổ bộ 60.000 quân để chiếm lĩnh hòn đảo này. Trên đường rút lui khỏi Hollandia, đội đặc nhiệm của nó còn giáng thêm một đòn tấn công khác nhắm vào Truk.
Massachusetts nả pháo xuống đảo Ponape trong ngày 1 tháng 5, nhiệm vụ tác chiến cuối cùng của nó trước khi lên đường quay về Puget Sound để đại tu và xẻ rảnh lại các nòng pháo của nó vốn đã bị nhẵn ra do sử dụng quá mức trong chiến trận. Ngày 1 tháng 8, chiếc thiết giáp hạm rời Trân Châu Cảng tiếp tục tham chiến tại khu vực mặt trận Thái Bình Dương. Nó rời quần đảo Marshall vào ngày 6 tháng 10 để hỗ trợ cho cuộc đổ bộ tại vịnh Leyte. Trong một nỗ lực nhằm ngăn chặn các cuộc không kích của quân Nhật để cản trở chiến dịch thực hiện tại đây, Massachusetts tham gia cuộc không kích xuống Okinawa vào ngày 10 tháng 10. Từ ngày 12 đến ngày 14 tháng 10, nó bảo vệ cho lực lượng tiến hành không kích lên Đài Loan. Trong thành phần của Đội Đặc nhiệm 38.3, chiếc thiết giáp hạm đã tham gia Trận chiến vịnh Leyte từ ngày 22 đến ngày 27 tháng 10, khi máy bay của đội đặc nhiệm đã góp phần đánh chìm bốn tàu sân bay Nhật Bản trong Trận chiến ngoài khơi mũi Engaño.
Dừng chân một chặng ngắn tại Ulithi, Massachusetts quay trở lại Philippines trong thành phần của lực lượng đặc nhiệm không kích Manila vào ngày 14 tháng 12. Trong khi hỗ trợ cho cuộc tấn công chiếm đóng Mindoro, Massachusetts gặp phải cơn bão Cobra vào ngày 17 tháng 12, với sức gió lên đến 220 km/h (120 knot) vốn đã nhấn chìm ba tàu khu trục. Từ ngày 30 tháng 12 năm 1944 đến ngày 23 tháng 1 năm 1945, chiếc thiết giáp hạm nằm trong thành phần của Lực lượng Đặc nhiệm 38, tiến hành không kích Đài Loan và hỗ trợ cho cuộc đổ bộ tại Lingayen. Trong thời gian này, nó còn quay trở lại khu vực Biển Đông, khi lực lượng đặc nhiệm của nó tấn công các tàu bè trong khu vực từ Sài Gòn đến Hong Kong, và kết thúc đợt tác chiến bằng các cuộc không kích xuống Đài Loan và Okinawa.
Từ ngày 10 tháng 2 đến ngày 3 tháng 3, cùng với Đệ Ngũ hạm đội, Massachusetts bảo vệ các tàu sân bay khi chúng tiến hành không kích xuống đảo Honshū. Đội đặc nhiệm của nó còn thực hiện không kích xuống Iwo Jima chuẩn bị cho việc chiếm đóng hòn đảo này. Ngày 17 tháng 3, các tàu sân bay thực hiện không kích xuống Kyūshū trong khi Massachusetts nổ súng chống trả các đợt tấn công của máy bay đối phương, bắn rơi nhiều máy bay. Bảy ngày sau, nó tiến hành bắn phá Okinawa. Chiếc thiết giáp hạm trải qua hầu hết thời gian của tháng 4 chống trả các cuộc không kích của đối phương. Sau một chặng nghỉ ngơi, nó quay trở lại khu vực chiến sự Okinawa vào tháng 6, và lại phải đi qua tâm một cơn bão khác với sức gió lên đến 180 km/h (100 knot) vào ngày 5 tháng 6. Nó tiến hành nả pháo xuống Minami Daito Jima thuộc quần đảo Ryukyu vào ngày 10 tháng 6.

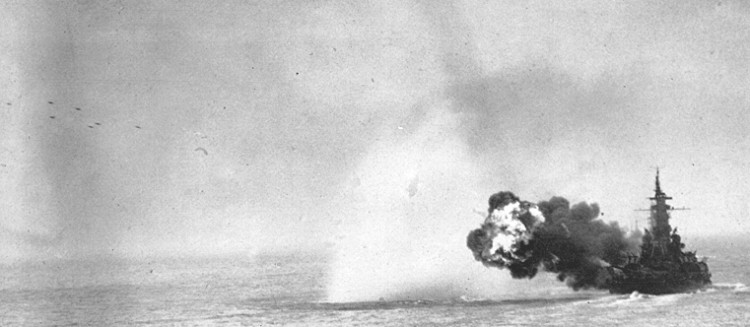
USS Massachusetts đang nả pháo xuống Kamaishi, Honshu, Nhật Bản vào ngày 14 tháng 7 năm 1945. Các đầu đạn pháo bắn ra ở góc trên bên trái bức ảnh.

Massachusetts lên đường ngày 1 tháng 7 từ vịnh Leyte để tham gia đợt tấn công cuối cùng của Đệ Tam hạm đội xuống Nhật Bản. Sau khi hộ tống các tàu sân bay tung ra các cuộc không kích xuống khu vực Tokyo, chiếc thiết giáp hạm tiến hành dội pháo xuống Kamaishi trên đảo Honshū vào ngày 14 tháng 7, một trung tâm công nghiệp sắt thép lớn thứ hai của Nhật Bản. Hai tuần sau, nó tiến hành nả pháo xuống tổ hợp công nghiệp tại Hamamatsu, trước khi quay trở lại bắn phá Kamaishi một lần nữa vào ngày 9 tháng 8. Chính tại nơi đây mà Massachusetts đã nả những quả đạn pháo 406 mm (16 inch) có thể xem là cuối cùng của Thế Chiến II.
Massachusetts được tặng thưởng 11 Ngôi sao Chiến đấu do thành tích hoạt động trong Thế Chiến II. Trong suốt cuộc chiến này, không có thiệt mạng về nhân sự Hải quân hay Thủy quân Lục chiến do hoạt động của đối phương xảy ra bên trên chiếc Massachusetts.

## Các hoạt động sau chiến tranh

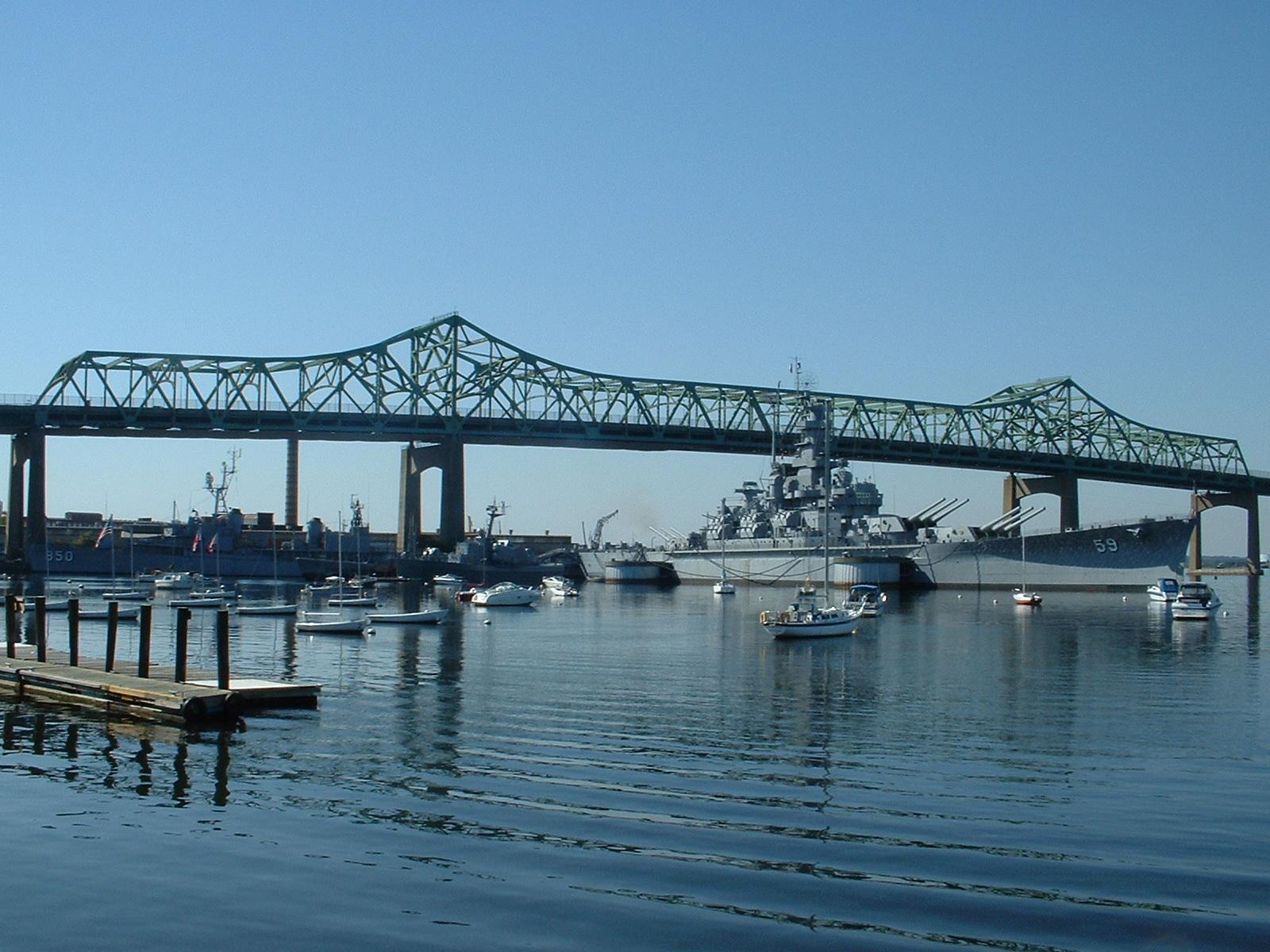
USS Massachusetts tại Battleship Cove

Sau khi Nhật Bản đầu hàng, chiếc thiết giáp hạm khởi hành vào ngày 1 tháng 9 năm 1945 hướng về Puget Sound để đại tu. Nó rời khỏi xưởng tàu vào ngày 28 tháng 1 năm 1946 để hoạt động ngoài khơi bờ biển California, cho đến khi rời San Francisco, California hướng đến Hampton Roads, và đến nơi vào ngày 22 tháng 4. Massachusetts được cho ngừng hoạt động vào ngày 27 tháng 3 năm 1947 và được đưa về Hạm đội Dự bị Đại Tây Dương tại Norfolk, Virginia; rồi được rút kh̉i danh sách Đăng bạ Hải quân vào ngày 1 tháng 6 năm 1962.
"Big Mamie", như nó vẫn thường được gọi một cách thân mật, đã tránh khỏi số phận bị biến thành sắt vụn, khi các cựu chiến binh và công dân của tiểu bang Massachusetts, với sự phụ giúp của học sinh của tiểu bang đã quyên góp được 50.000 Đô-la, đả chuyển quyền sở hữu con tàu cho Ủy ban Tưởng niệm Massachusetts vào ngày 8 tháng 6 năm 1965. Chiếc tàu chiến kỳ cựu được cho neo đậu tại Battleship Cove ở Fall River, Massachusetts, vào ngày 14 tháng 8 năm 1965, như một đài tưởng niệm của tiểu bang dành cho những người đã ngã xuống trong Thế Chiến II.
Vào những năm 1980, dưới thời nội các của Tổng thống Ronald Reagan, chương trình "600 tàu chiến" nhằm hiện đại hóa Hải quân Mỹ đã cho tái hoạt động toàn bộ bốn chiếc thiết giáp hạm thuộc lớp Iowa. Hải quân đã cho huy động một số lượng lớn các thiết bị chuyên dùng và linh kiện phụ tùng còn đang được dự trữ bên trên chiếc Massachusetts. Vào năm 1998, nó được kéo đến Ụ nổi số 3 lịch sử tại cảng Boston để đại tu, rồi được cho quay trở lại Fall River vào năm tiếp theo.
USS Massachusetts là một trong số tám thiết giáp hạm của Hải quân Mỹ còn lại cho đến nay (cùng với Iowa, Texas, Alabama, North Carolina, New Jersey, Missouri và Wisconsin), trong số rất nhiều chiếc đã từng được chế tạo trong nữa đầu của thế kỷ XX.